# Hudi Kot
Hudi Kot – wieś w Słowenii, w gminie Ribnica na Pohorju. W 2018 roku liczyła 224 mieszkańców.